# Col de l'Œillon
Le col de l'Œillon est un col de montagne situé dans le Massif central en France. À une altitude de 1 235 mètres, il se trouve dans le département de la Loire.

## Géographie

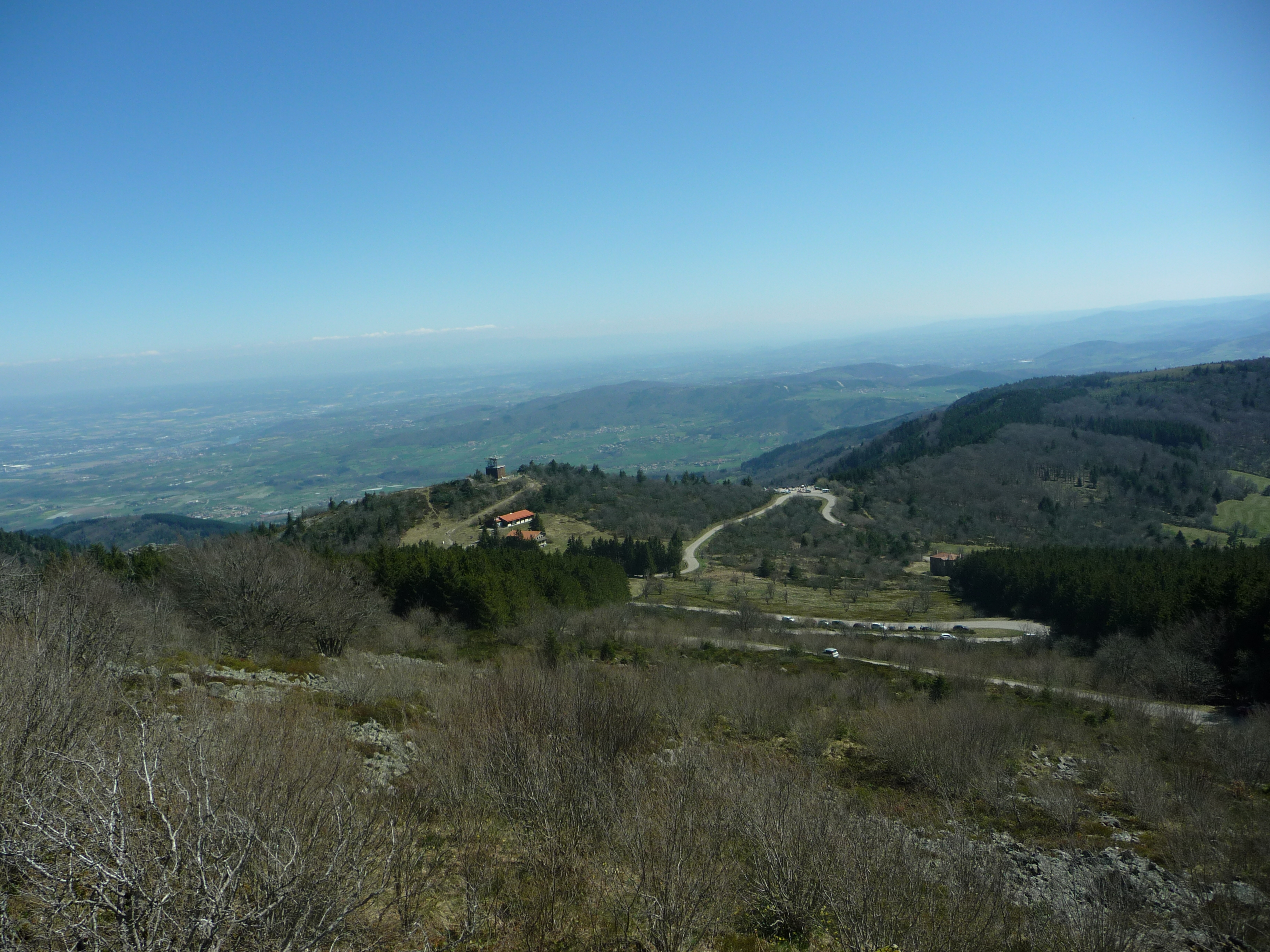
Plus bas le col de l'Œillon et le col du Gratteau (1204 m) vus depuis le crêt de l'Œillon.

Le col est situé dans le parc naturel régional du Pilat, en limite du territoire des communes de Roisey et de Véranne sur la RD 63, en contrebas du belvédère constitué par le crêt de l'Œillon (1 364 m) desservi par la RD 63.1.

## Histoire
À moins d'un kilomètre du col de l'Œillon, dans la direction du collet de Doizieux se situe une plaque accrochée à un rocher, à l'altitude de 1 213 m, qui rend hommage à un résistant, Sylvain Mathon, exécuté près d'ici alors qu'il circulait à moto au cours d'une mission pour la résistance locale, au lieu-dit « La Chaux d'Égallet », par la Gestapo et la Milice le 1er juillet 1944. Il est probable qu'il ait été dénoncé. Son acolyte, Antoine Fayolle, fut quant à lui libéré.

## Cyclisme

### Tour de France
Le Tour de France est passé quatre fois au col de l'Œillon, en 1956, 1985, 1986 et en 1995.
| Année | Étape | Catégorie | 1er au sommet       |
| ----- | ----- | --------- | ------------------- |
| 1995  | 11e   | 1         | Hernán Buenahora    |
| 1986  | 19e   | 1         | Julián Gorospe      |
| 1985  | 14e   | 1         | Luis Herrera        |
| 1956  | 19e   | 2         | Federico Bahamontes |

Roger Walkowiak (1927-2017) frôle la catastrophe au col de l'Œillon (kilomètre 112) lors de la 19e étape du Tour de France 1956. Alors leader au classement général, il est pris dans une chute collective et ne doit sa sortie rapide de l'enchevêtrement qu'à l'aide de son coéquipier Adolphe Deledda. À peine reparti, il crève l'un de ses boyaux ; Gilbert Scodeller, à proximité, lui passe une de ses roues. L'intermède est bref mais suffisamment long tout de même pour permettre à Gilbert Bauvin, second au classement général, de s'échapper. Ce dernier part dans l'ascension du col, suivi par Charly Gaul, Stan Ockers et Federico Bahamontes. Bauvin roule pour aller chercher le maillot jaune, tandis que Bahamontes et Gaul roulent pour profiter de l'absence de Valentin Huot dans cette échappée et le distancer au Grand Prix de la montagne. Walkowiak accuse rapidement un retard d'une minute et trente secondes auxquelles s'ajoutent trente secondes de pénalité à cause d'une « poussette » effectuée par Deledda. Walkowiak est bientôt seul pour assurer la poursuite ; pourtant, au sommet de l'Œillon, il a déjà repris quarante secondes. Meilleur descendeur que Bauvin, il finit par le rejoindre au kilomètre 138, à hauteur de Saint-Julien-Molin-Molette. Il remporte ce Tour 1956 trois jours après au parc des Princes à Paris.

### Profil de l'ascension
Depuis le versant nord-est, en quittant la vallée du Rhône, la montée commence au croisement entre les routes D7 et D90 (166 m) en sortant de Chavanay, pour une distance de 19 km à 5,6 % de moyenne. Après deux kilomètres faciles, plusieurs kilomètres à près de 5 % permettent de rejoindre le village de Pélussin. Un journaliste de la revue spécialisée Le Cycle, R. Delpeuch, a livré ses impressions sur ce versant en démarrant la montée dès le Rhône franchi, soit sur une longueur totale de 20,5 km. Il note à ce propos « Les premiers kilomètres permettent de traverser Chavanay, l’échauffement est facile avec une pente à moins de 3 %. La route est large entre Chavanay et Pélussin. Cette épingle virant à droite marque bien la difficulté qui pointe à 6 %. Il faut sortir de la combe Arnoux pour rejoindre Pélussin, capitale du Pilat rhodanien. Ceci permet de faire « chauffer le moteur ». À l’entrée de Pélussin, la pente diminue pour un moment appréciable de récupération. Il ne faut pas s’emballer en voyant au loin les crêtes, notamment les Trois Dents jouxtant le col de l'Œillon. » En quittant ce bourg, la pente est encore facile jusqu'à atteindre une intersection (561 m) où on bifurque sur la route D63. De là, une section de 5,5 km à près de 7 % permet de rallier le collet de Doizieux (946 m, appelé diversement Croix du Collet). Cette section passe par des hameaux et granges isolées, d'abord à découvert avec des vues permanentes sur le pic des Trois Dents et le crêt de l'Œillon, puis dans une forêt de conifères après la ferme du Priel. Le collet de Doizieux se situe après 14,5 km de montée, il présente une vue panoramique sur la vallée du Rhône, ainsi qu'une auberge et une aire de pique-nique. Après ce point l'ascension continue dans un environnement forestier, dans des pourcentages assez difficiles. Les deux kilomètres qui précèdent la stèle en hommage à Sylvain Mathon grimpent à près de 7,5 % avec même un maximum à 9 %. Sur cela, le journaliste du  Cycle indique : « Remarqué par un espace ouvert, l’approche du km 17 note la partie la plus dure du col de l'Œillon à cause de la fatigue accumulée et de la pente avoisinant sur quelques hectomètres la barre des 9 %. Il reste un bon kilomètre où vous ne devrez rien lâcher si vous voulez conserver une bonne moyenne jusqu’à un croisement de chemin forestier où se trouve une stèle de maquisard. » Le final est très roulant puisque de cette plaque (1 213 m), il reste un peu plus de 900 m à parcourir, avec un pourcentage de 2,4 %. Le rédacteur du  Cycle termine ainsi : « Vous touchez au but lorsque vous apercevez l’antenne-relais, les plus hardis pourront descendre quelques dents pour finir vite sur une portion plate. Les autres, depuis le belvédère de la Faucharat, pourront savourer la vue sur la vallée du Rhône et l’enfilade de la crête des Trois Dents. »

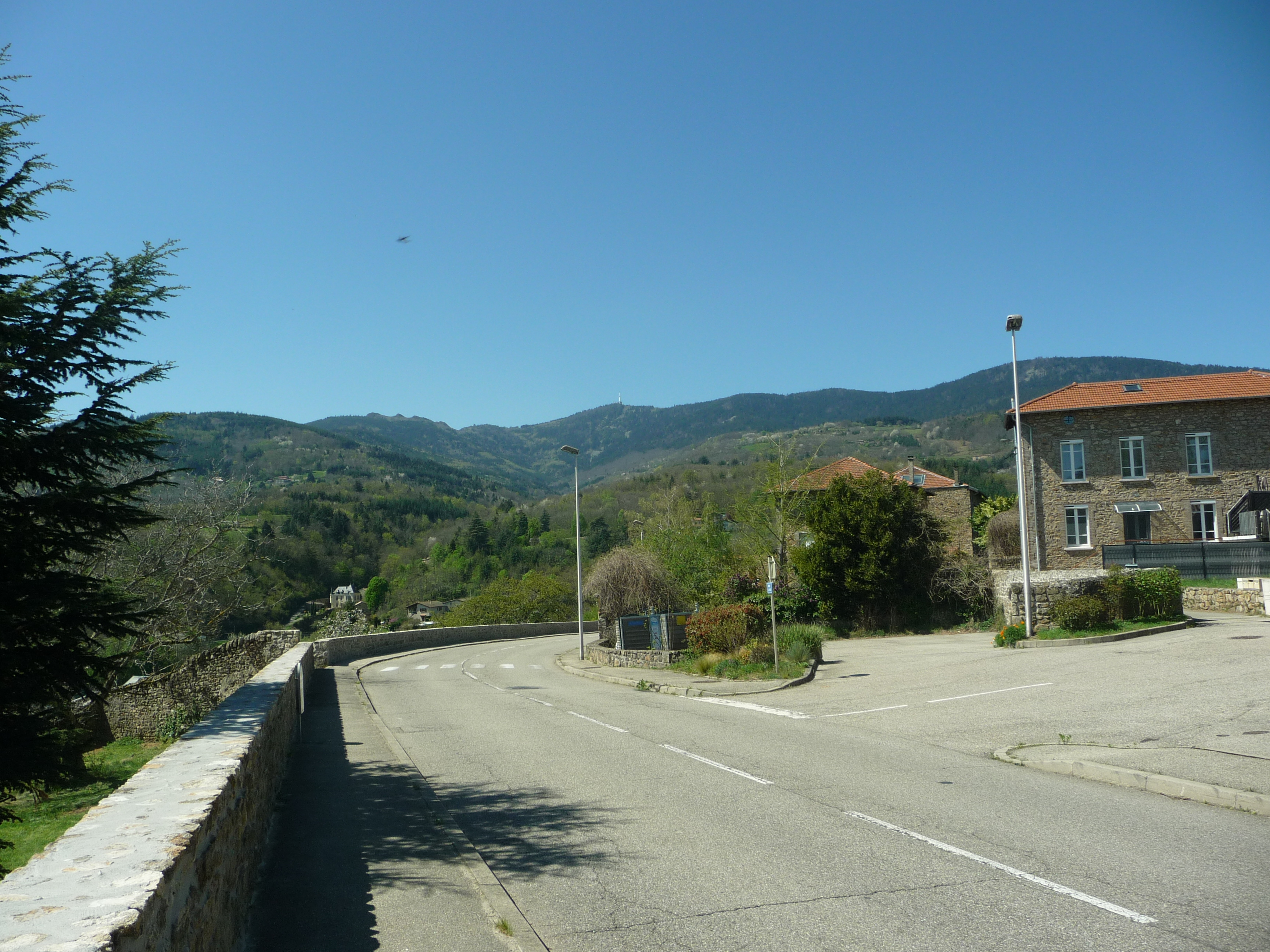
Vue depuis Virieux sur les hauteurs de Pélussin ; à gauche les Trois Dents (1 213 m) et au centre le crêt de l'Œillon (1 364 m).
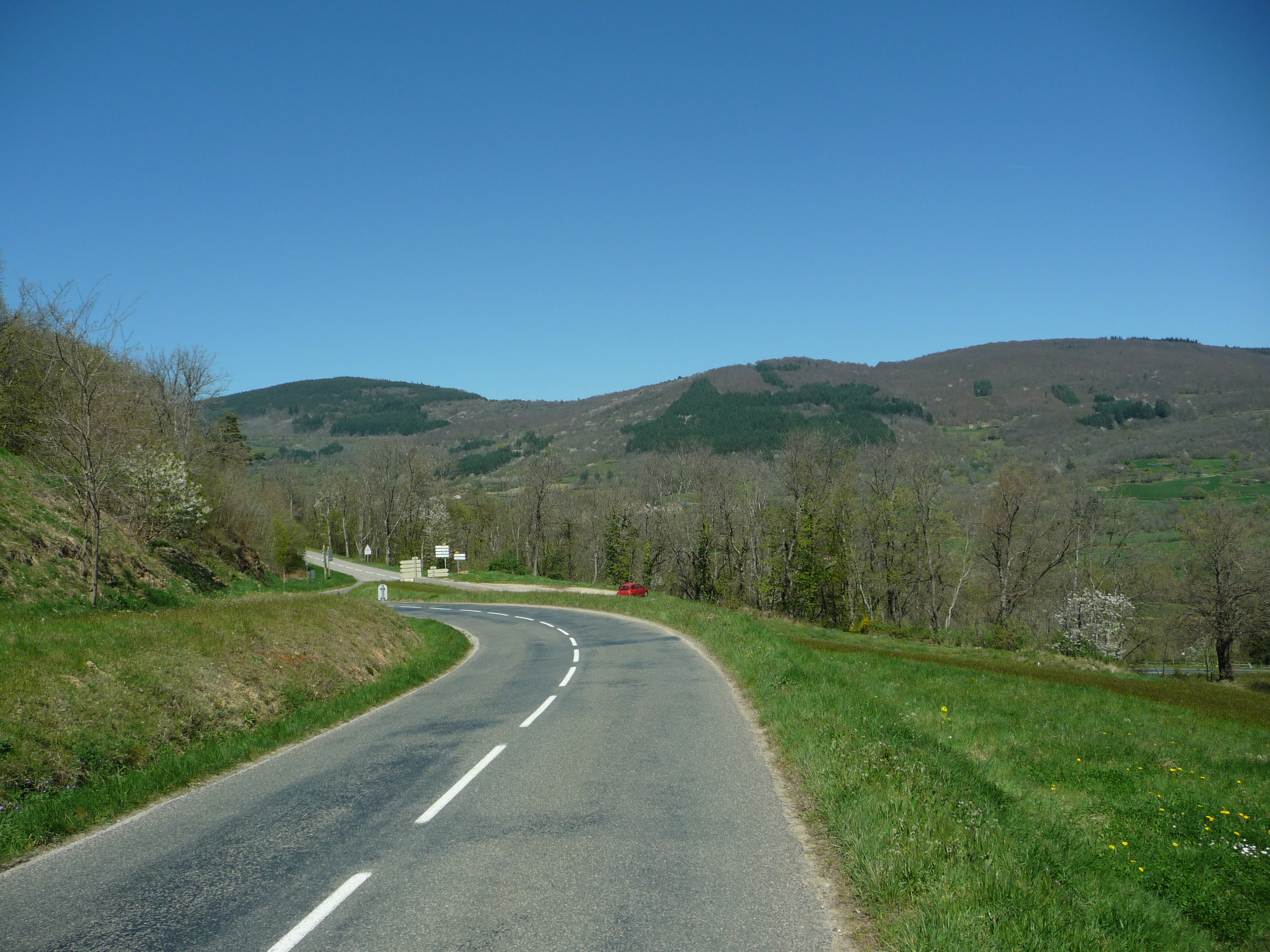
Plus bas le croisement (561 m) entre la route D62 montant à la Croix de Montvieux et la route D63 grimpant au col de l'Œillon.
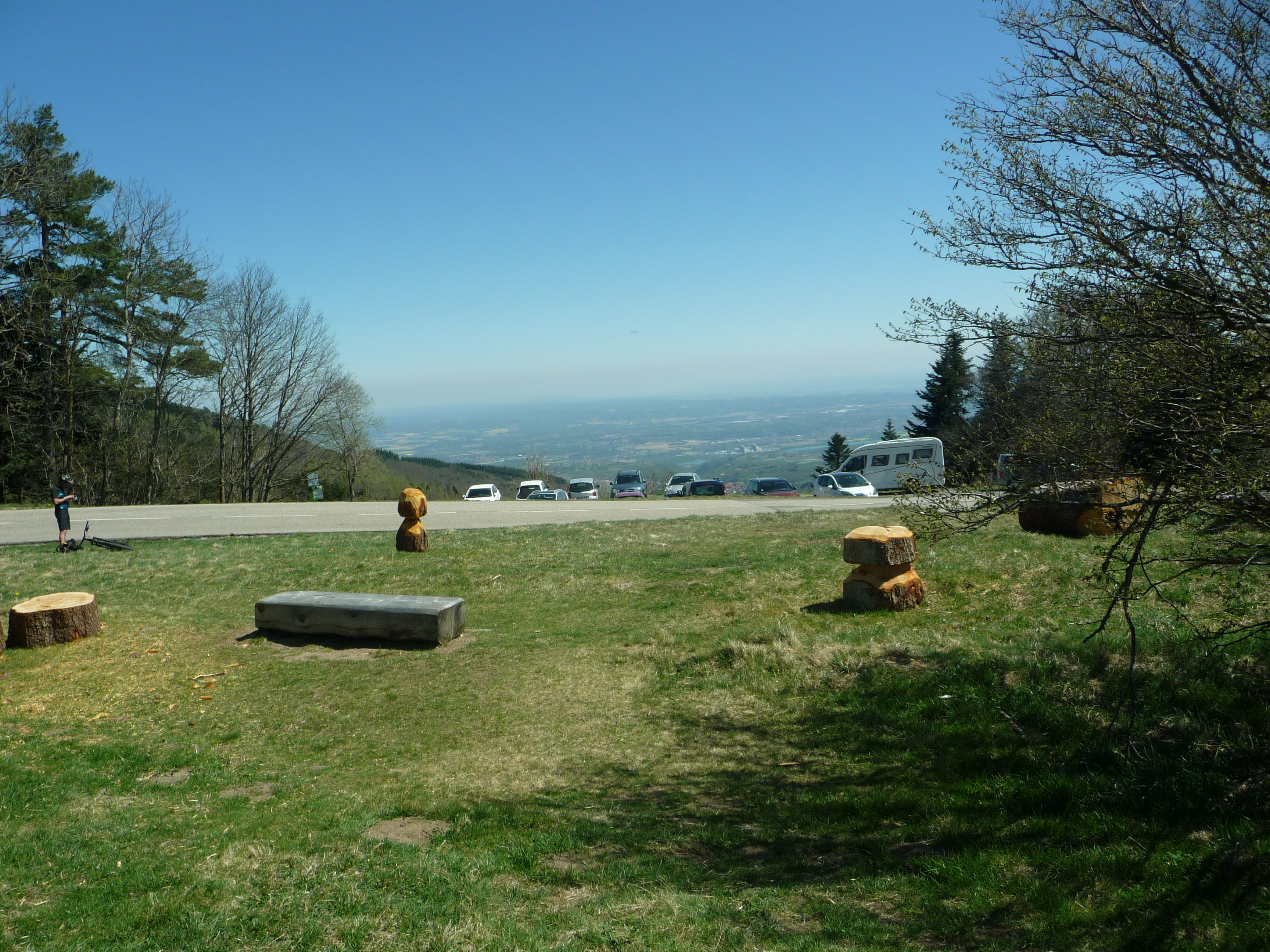
Aire de pique-nique et vue sur la vallée du Rhône au collet de Doizieux (946 m) après 14,5 km de montée.
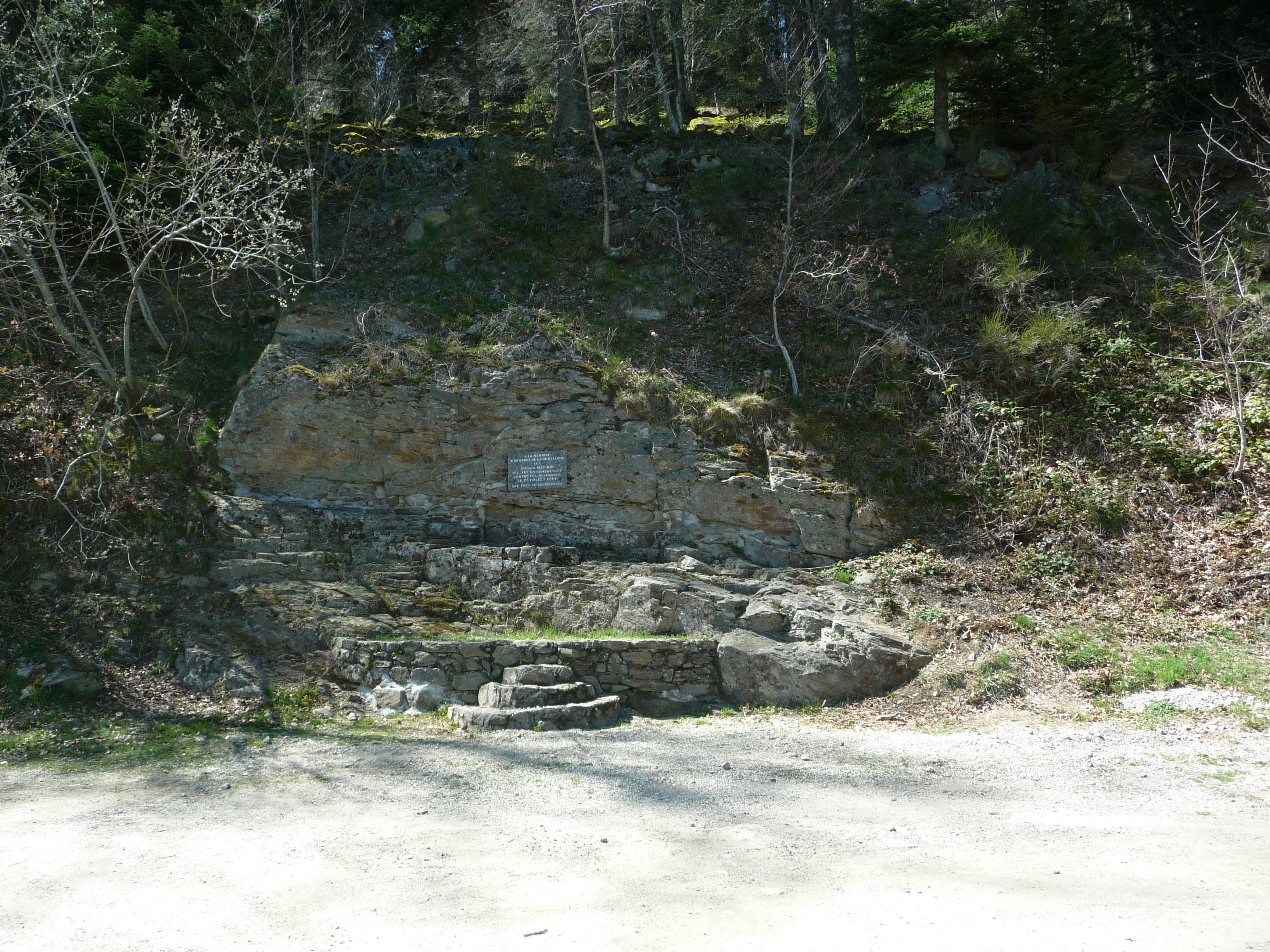
Stèle commémorant le maquisard Sylvain Mathon (1 213 m), à moins d'un kilomètre du col de l'Œillon.
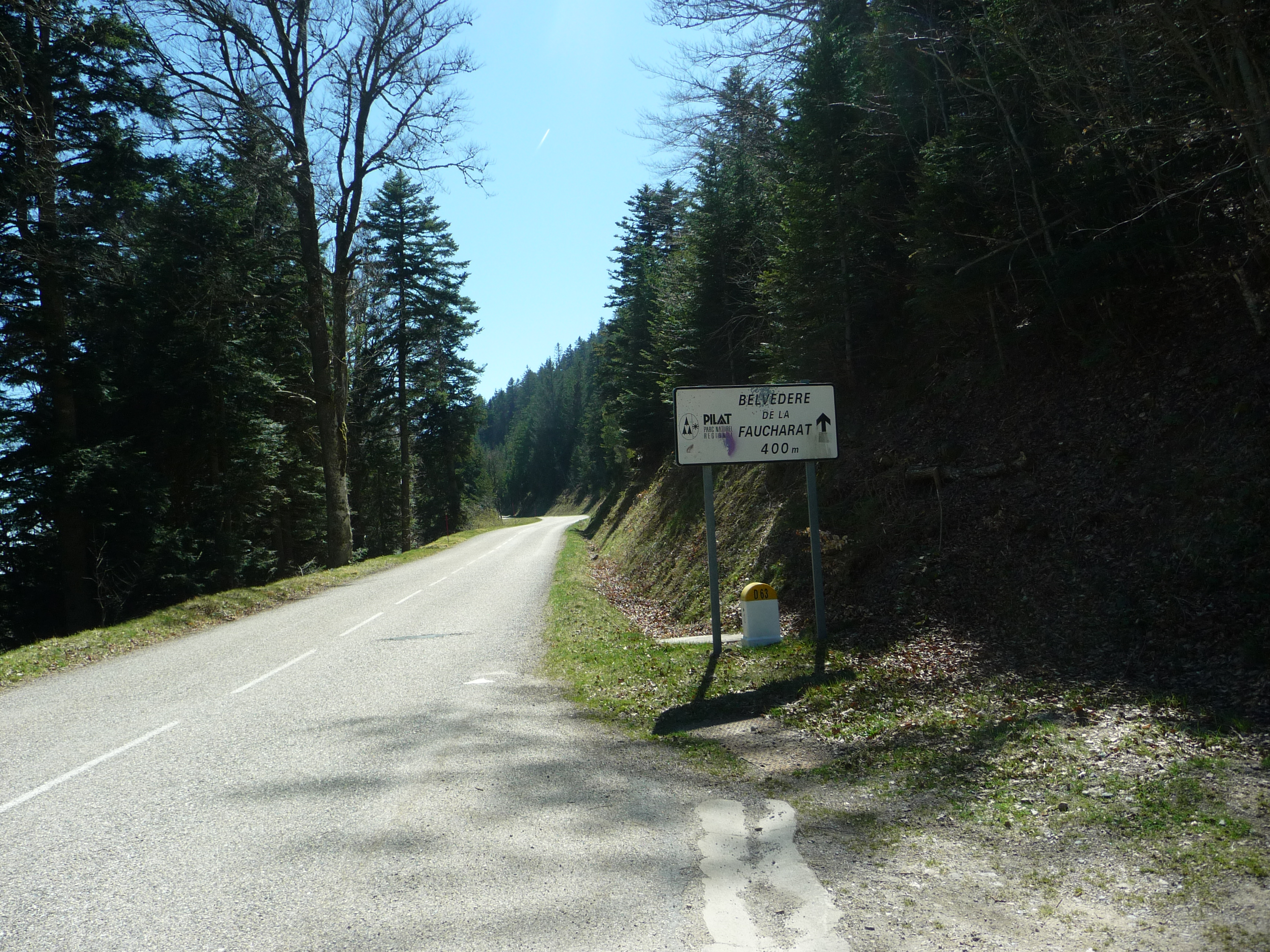
Dernier kilomètre de l’ascension, très roulant.

Depuis le nord-ouest, le départ de l'ascension se situe au square des Anciens Combattants et des Victimes de Guerre (460 m) à La Terrasse-sur-Dorlay pour un total de 15,1 km à 5,1 % de moyenne. Cependant, elle peut être réduite à 14,1 km pour les cyclistes provenant de la route D76 un peu plus au sud et qui pourraient démarrer l'ascension depuis le carrefour (519 m) entre les routes D76 et D120 au niveau du barrage du Dorlay. C’est cette route D120 qu’il faut suivre. Elle passe par le village de Saint-Just puis surplombe Doizieux avec une pente irrégulière, entre raidillons et replats, jusqu’au lacet de « La Scie Granjean » (745 m). À partir de ce lieu-dit, les pourcentages sont plus réguliers, généralement proches de 5 %, sur une section de 3,9 km environ jusqu’au collet de Doizieux (946 m) sur une petite route, tantôt forestière, tantôt à découvert au milieu de pâturages, en particulier vers les lieux-dits « La Bonnetanche » et « Luclas ». De ce lieu après 10,6 km de montée, les derniers kilomètres sont identiques avec le versant grimpé par Chavanay, avec des difficultés accrues.

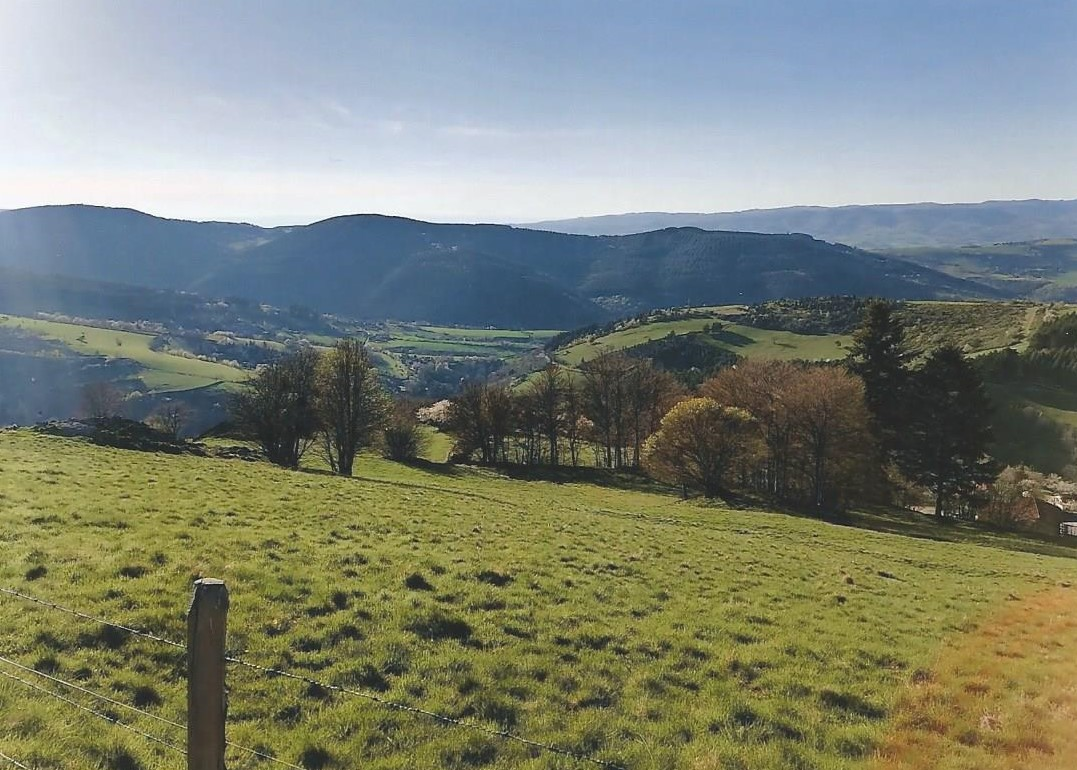
Panorama entre les lieux-dits « La Bonnetanche » et « Luclas » sur la route D120. À droite la colline de Mauchamp au-dessus de Doizieux.
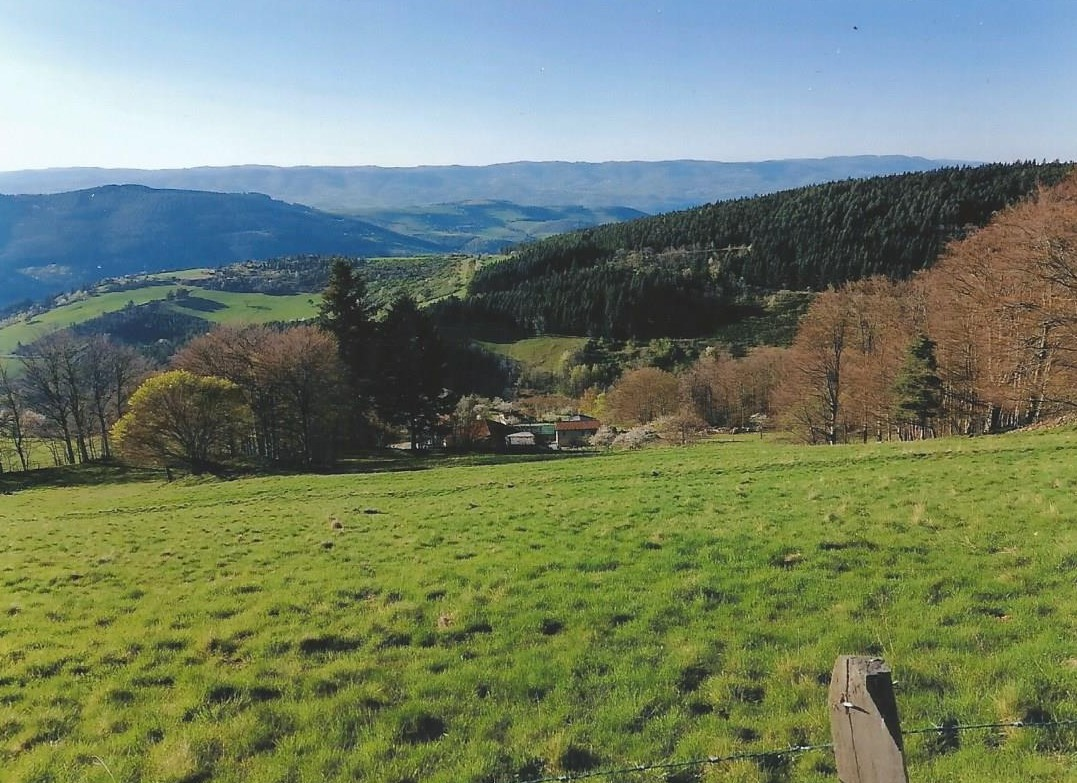
Panorama entre les lieux-dits « La Bonnetanche » et « Luclas » sur la route D120. Plus bas le lieu-dit « Le Razat ».
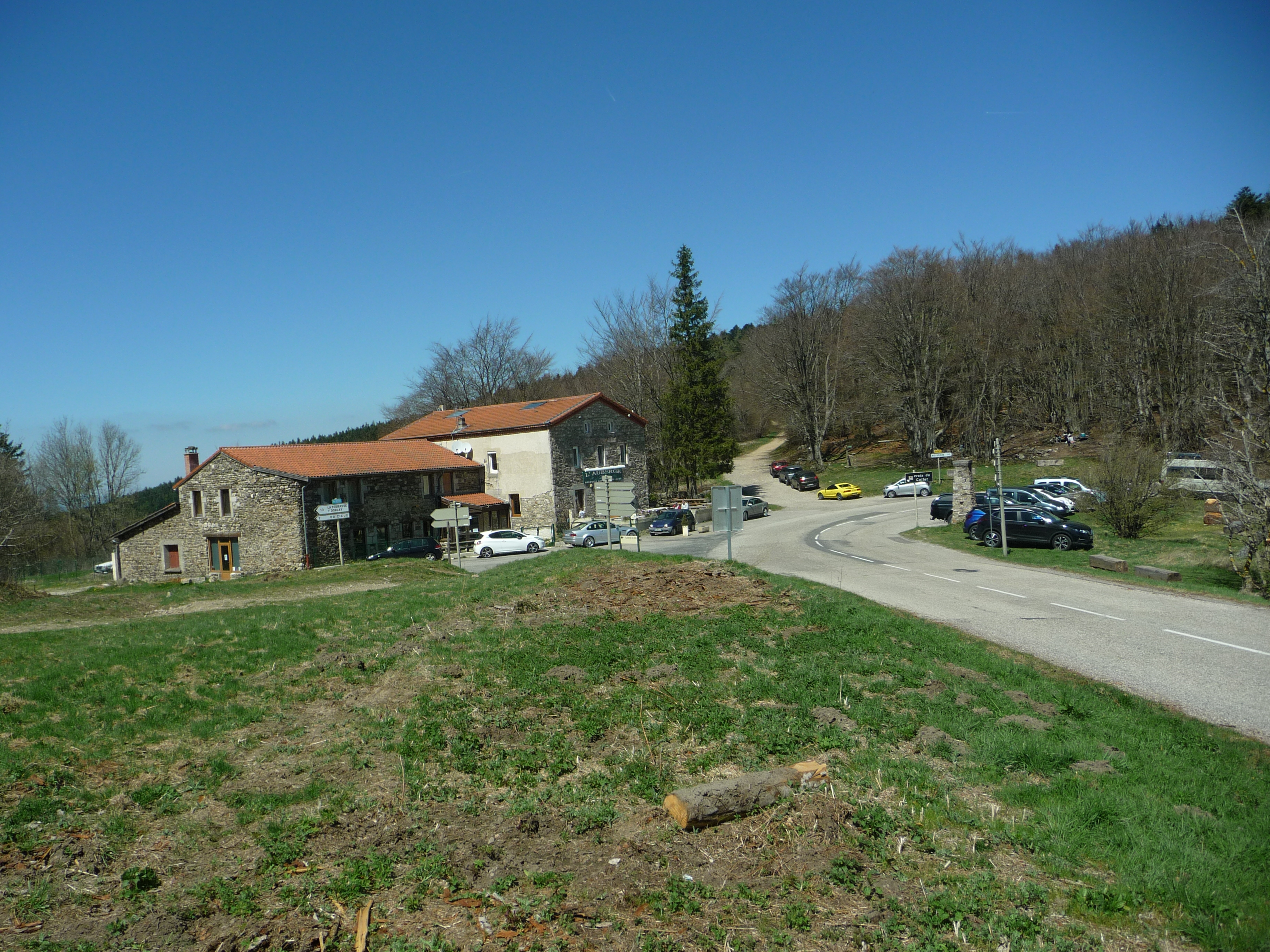
Auberge du collet de Doizieux (ou Croix du Collet, 946 m) après 10,6 km d’ascension.
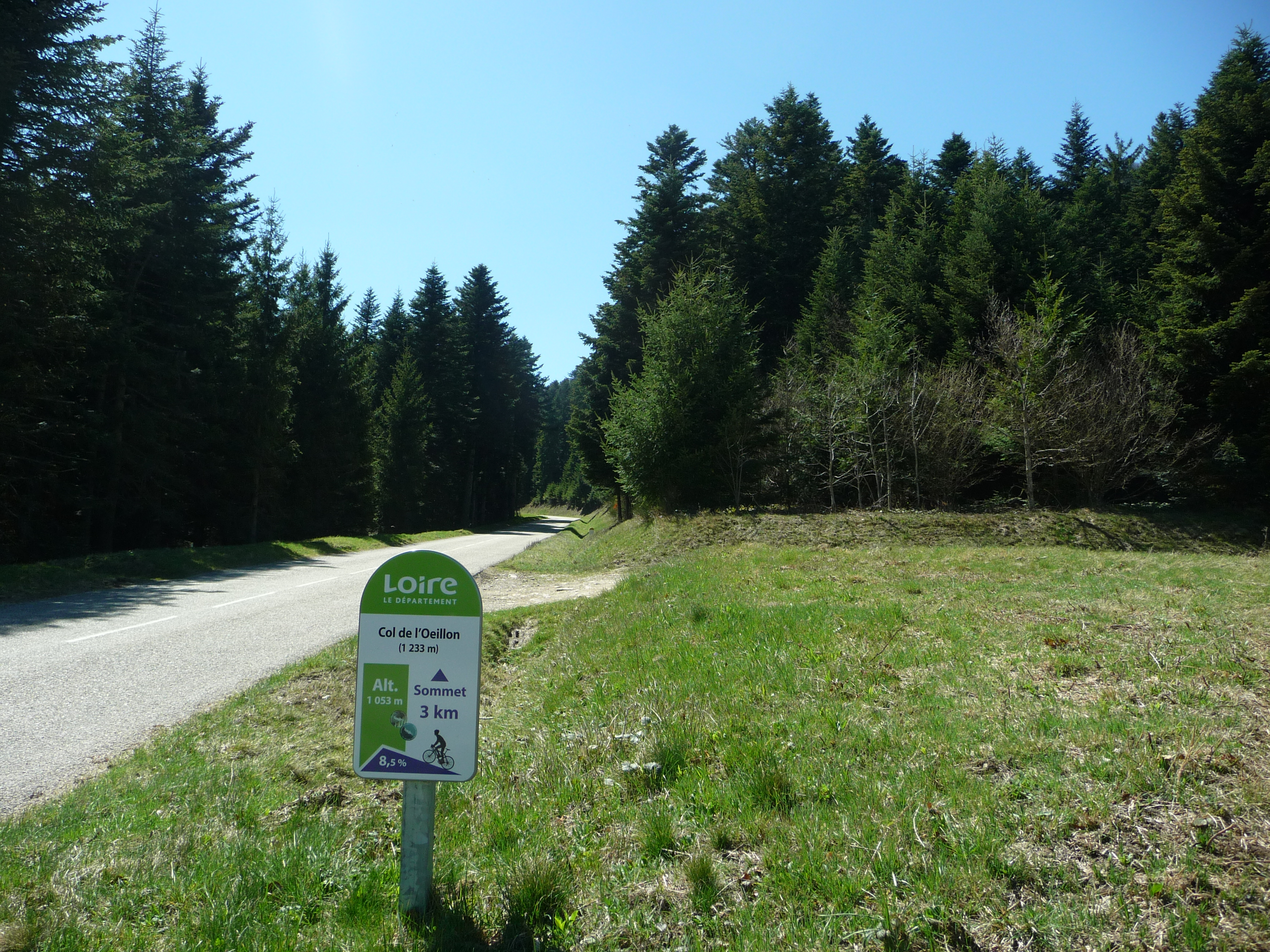
Borne du kilomètre le plus difficile de l’ascension.

Depuis le versant sud à Saint-Julien-Molin-Molette (590 m environ) il faut quitter la route D503 pour bifurquer sur la route D8, puis passer par le village de Colombier et la route D34, pour 12 km à 5,4 %.
Le côté est, l'un des plus longs, est emprunté par la route D503 dans un premier temps après avoir quitté le village de Malleval (207 m), pour plus de 20 km. L'itinéraire quitte la route D503 après le village de Maclas pour bifurquer vers Véranne et la route D34. Comme le versant sud, on bifurque sur la route D63 à un carrefour (1 017 m) sous le crêt de Peyranne pour les 3,8 km finaux. Les chasseurs de cols peuvent compléter leur liste par le col du Gratteau (1 204 m) seulement situé à 500 m de l'arrivée au col de l'Œillon.
Des alternatives sont possibles. Une fois au col de l'Œillon, les cyclistes peuvent continuer de grimper vers les crêts de l'Œillon (1 364 m) ou de Botte (1 391 m). Monter vers le crêt de Botte permet d'ajouter encore 1,7 km à 8,7 %. Entre les deux sommets figure un parking (1 319 m) situé un peu moins d'un kilomètre après le col de l'Œillon au-delà duquel les automobilistes ne peuvent plus monter.